# 베베 대니얼스
베베 대니얼스(Bebe Daniels, 1901년 7월 2일 ~ 1971년 3월 16일)는 미국의 배우, 댄서, 가수, 프로듀서, 작가이다. 무성 영화 시절 어린이 배우로서 연기를 시작했고, 영화 《42번 도로》(42nd Street) 등을 통해 이름을 알렸다. 이후 라디오와 텔레비전에서도 출연하며 영국에서도 커리어를 쌓았다. 전체를 통틀어 베베는 230여 편의 영화에 출연했다.

## 출연 작품
- 뮤직 이즈 매직 (1935)
- 카운셀러 엣 로 (1933)
- 42번가 (1933)
- 말타의 매(영어판) (1931)
- 리칭 포 더 문 (1930)
- 딕시아나 (1930)
- 리오 리타 (1929)
- 필 마이 펄스 (1928)
- 더 크라우디드 아워 (1925)
- Monsieur Beaucaire (1924)
- 쉬 러브스 미 낫 (1918)
- 더 원더풀 위저드 오브 오즈 (1910)